# Como faço o que faço e talvez inclusive o porquê
Como faço o que faço e talvez inclusive o porquê é um livro que reúne ensaios do escritor norte-americano Gore Vidal. Foi traduzido para o Brasil por Diogo Mainardi, e lançado em 1993 pela Companhia das Letras.
No livro, o autor reúne ensaios sobre seus temas prediletos: literatura, fatos nacionais americanos e fatos autobiográficos. O livro traz, dentre outros, um ensaio de seis páginas que faz um retrato ácido sobre o milionário norte-americano Howard Hughes, cuja vida foi objeto do filme O Aviador, em 2004, estrelado por Leonardo DiCaprio.